# Fulleren
Fulleren é uma comuna francesa na região administrativa de Grande Leste, no departamento Alto Reno. Estende-se por uma área de 5,27 km². Em 2010 a comuna tinha 355 habitantes (densidade: 67,4 hab./km²).